# 1900년 하계 올림픽 승마 개인 장애물
1900년 하계 올림픽 승마 개인 장애물은 프랑스 파리에서 개최된 1900년 하계 올림픽 승마의 세부 종목이다. 1900년 3월 29일에 프랑스 파리에서 진행되었다. 5개국에서 37명의 선수가 참가하였다. 경기장은 850m의 거리이며, 4m 물 장애물로 구성된 2단 장애물과 3단 장애물을 포함하여 22개의 장애물로 이루어졌다. 45명의 등록 선수 중 37명이 경기에 참여했으며, 10명의 참가 선수만 알려져있으며, 나머지 27명의 선수는 알려져 있지 않다. 기록 또한 상위 3명의 선수의 기록만 알려져있다.

## 경기 결과
| 순위 | 선수                         | 말            | 기록   |
| ---- | ---------------------------- | ------------- | ------ |
| 1    | 에메 에주망 (BEL)            | Benton II     | 2:16.0 |
| 2    | 조르주 방 데 포엘르 (BEL)    | Winsor Squire | 2:17.6 |
| 3    | 루이 드 샴프사빙 (FRA)       | Terpsichore   | 2:26.0 |
| 4-37 | 쿵트 디아브링쿵트 (FRA)      | Mavourneen    | 불명   |
| 4-37 | 모리스 예잉 (FRA)            | Bistouri      | 불명   |
| 4-37 | 앙리 르클레크 (FRA)          | Extra-Dry     | 불명   |
| 4-37 | 앙리 르클레크 (FRA)          | Gilles        | 불명   |
| 4-37 | 헤르만 존 맨들 (USA)         | 불명          | 불명   |
| 4-37 | 나폴레옹 뮈라트 (FRA)        | Arcadius      | 불명   |
| 4-37 | 선수 불명 (FRA)              | Tip-Top       | 불명   |
| 4-37 | 기타 선수 불명인 27명의 선수 |               |        |

## 메달리스트
| 종목        | 금                   | 은                           | 동                        |
| ----------- | -------------------- | ---------------------------- | ------------------------- |
| 개인 장애물 | 에메 에주망 · 벨기에 | 조르주 방 데 포엘르 · 벨기에 | 루이 드 샴프사빙 · 프랑스 |

## 참고 문헌
- 국제 올림픽 위원회 - 1900년 하계 올림픽 승마 경기 결과 (영어)
- De Wael, Herman. 《Herman's Full Olympians: "Equestrian 1900"》. 2012년 7월 16일에 원본 문서에서 보존된 문서. 2006년 3월 19일에 확인함.
- Mallon, Bill (1998). 《The 1900 Olympic Games, Results for All Competitors in All Events, with Commentary》. Jefferson, North Carolina: McFarland & Company, Inc., Publishers. ISBN 0-7864-0378-0.